# Hajdú Lajos (tanár)
Keszi Hajdú Lajos (Szentes, 1813. augusztus ? – Kisújszállás, 1901. február 24.) református gimnáziumi tanár.

## Élete
Hajdú András tanítónak (őse keszi Hajdú Balázs 1625-ben Bethlen Gábortól kapott nemesi oklevelet) és Gorzás Lídia fia. Korán árvaságra jutván, nagyanyja Hajdú Andrásné nevelte. A gimnázium hat osztályát szülővárosában végezte Fésős András, Sasku Károly és Lózsi Imre igazgató vezetése alatt; 1831-től a debreceni református kollégiumban a bölcseleti, jogi és teológiai tantárgyakat hallgatta hat évig; ekkor esküdt felügyelő és segédkönyvtárnok lett, 1838-ban pedig egy elemi osztály tanítósága bizatott reá. 1839-ben a derecskei középiskola igazgatóságára küldetett ki. A szokásos három év leteltével engedélyt nyervén felsőbb helyről, külföldi egyetemre ment és Berlinben hosszabb ideig tartózkodott. Itt 24 magyar tanulóval megalapította az egyetem magyar könyvtárát. 1843 tavaszán hazatért és Pozsonyba ment az országgyűlésre; letette a lelkészjelöltségi vizsgát és a Bernáth-családnál, majd Beöthy Ödön fia Ákos mellett nevelő volt. 
1845 végén a szentesi református egyház hívta meg igazgatótanárnak, ahol a harmadik évben az első szónoklati osztályt is fölállította. 1847-ben lelkésznek avatták fel és tanári vizsgát tett. Ez évben a hosszúpályi református egyház hívta meg lelkészének. Az 1848-49-ben írt hazafias cikkeiért szeptember 10-én elfogatván, előbb a szegedi várba zárták; onnét Pestre az Újépületbe vitték és november 27-én kötél általi halálra ítéltetett; ez azonban húsz évi vasban töltendő várfogságra, vagyon- és hivatalvesztésre változtatták. Olmützi, majd josefstadti fogságából kegyelem útján, 1856. április 3-án kiszabadult. 
A kisújszállási református egyház azonnal megválasztotta a gimnáziumhoz vallástanárnak; később a magyar irodalmat, történelmet, latin és görög nyelvet tanította. 1891-ben hivataláról lemondott és 300 forint évi fizetéssel nyugalomba vonult. Ezután Kisújszálláson élt és az irodalommal foglalkozott. 1861. április 8-án a Hajdú-kerület megtisztelte törvényszéki tiszteletbeli táblabírói címmel és díszpolgári joggal.

## Írásai
1848-49 ben a debreceni Alföldi Hirlapba, a Tiszavidéki Ujságba és a Szegedi Hirlapba politikai cikkeket írt; a Vasárnapi Ujságban (1869. Börtön-krónika, Illésy János, 1873. Nemzeti halottak emlékezete), a Hazánk és a Külföldben (1869. Az 1848-49. magyar államfoglyok Josefstadti börtöne, 1870. Börtön-krónika, 1871. A régi napokból, Martir halottak statisztikája, 1872 Uj honvéd-zászlók, honvéd-emlékek, szobrok, Magyar foglyok útja 1850-ben Budától Olmüczig, Szilveszteréj 1849.), a Tanuló Ifjúság Lapjában (1870. Figyelmeztető szó az ifjúsághoz és mesék angolból ford., 1875. Eszmecsere középtanodánk ügyében, Őszinte szó középtanodáink ügyében, u. erről 1877-ben is, Egyházi iskolai ügyeink, 1878. Igénytelen szó a protestáns tanáregylet ügyében és könyvism.), Vutkovich, Magyar Irók Albumában (1873. Nagy Imre költő életrajza), a Figyelőben (1871. Misztótfalusi Kis Miklós életrajza, Irodalmunk külföldi képviselete a XVI. és XVII. században, 1876. Börtönköltészet, Simai Mező István, Böngészet a magyar költészeti világból, 1877. Háló Kovács József, 1881. A börtöndalokról), a kisujszállási ref. gymnasium Értesítőjében(1877-78. Kis-ujszállási ref. gymnasium dióhéjba szorított múltja s jelene), a Czelder Márton Figyelőjében (1879. Halál és élet, A kis-ujszállási ref. egyház áldozatkészsége. Szerény észrevételek és vélemény gymnasiumunk szervezete kérdéséről, 1880. Gymnasiumi ügyünkben, 1885. Egyháztörténeti adat gyám- és nyugintézetünk köréből, A reformátusok iskoláinak tanügyi állapota a tiszántúli egyházkerületben a reformadótól 1825-ig, Az igehirdetésről, 1887. Egyháztörténeti adat a kisujszállási ref. egyházról és lelkészeiről sat.); írt még a Magyar Protestáns Figyelmezőbe, a Protestáns Egyházi és Iskolai Lapba, a Csokonai-Emlénybe, a Pozsonyvidéki Lapba, Debreczen, Nagy-Kunság, Karczag és Vidéke, Jásznagykúnság, Lehelkürt, Közérdek, Kisujszállás, Tiszavidék és a Nagyváradi Lapokba. A Politikai Ujdonságokban éveken át rendesen az év végén a kisujszállási évi eseményeket közölte. Dolgozótársa volt a Szabad Egyház, A mi Otthonunk, Debreczen (1883. 258. sz. Egy szilveszter éj, régi emlék), Nagy-Kunság, Tisza-Füred c. lapoknak és ritkábban az egyházi lapokba is írt.